# 鬼平外伝 熊五郎の顔
『鬼平外伝 熊五郎の顔』（おにへいがいでん くまごろうのかお）は、2012年に時代劇専門チャンネルで放送された単発のテレビ時代劇。
『鬼平犯科帳』の番外編として時代劇専門チャンネルとスカパー!が共同制作したオリジナル時代劇の第2弾。2011年11月19日にスカパー!で先行放送、2012年2月11日に時代劇専門チャンネルで放送された。

## キャスト
- お延：寺島しのぶ
- 信太郎：小澤征悦
- おたけ：星野真里
- 井原新十郎：山田純大
- 丑寅：中本賢
- 山猫の三次：平井真軌
- 与兵衛：中村梅雀
- 治助：芦屋小雁
- 政蔵：田中隆三
- 鮫島久兵衛：平泉成
- ナレーション：小川真司

## スタッフ
- 監督：井上昭
- 原作：池波正太郎「熊五郎の顔」（角川文庫『にっぽん怪盗伝』所収）
- 脚本：金子成人
- 音楽：遠藤浩二
- 殺陣：宇仁貫三
- 現像・テレシネ：IMAGICAウェスト
- 監修：能村庸一
- 企画：酒井彰
- プロデュース：宮川朋之、小川英洋、佐生哲雄、足立弘平
- 特別協賛：月桂冠
- 製作協力：松竹撮影所、スカパー!
- 制作：時代劇専門チャンネル／松竹株式会社